# جون أ. جنكينز
جون أ. جنكينز (بالإنجليزية: John A. Jenkins)‏ هو صحفي أمريكي، ولد في 1950.